# Doedicurus
Doedicurus fou un gènere d'armadillos gegants de la família dels clamifòrids. Aquest animal visqué a finals del Pliocè i el Plistocè a Sud-amèrica. El contingut d'aquest grup s'ha posat en dubte i cal dur a terme una revisió taxonòmica de les seves espècies.

## Descripció
Doedicurus mesurava quatre metres de llarg i un i mig d'alçada. Pesava una tona. A la punta de la cua, hi tenia una maça feta d'os massiu. La maça també duia punxes d'os. Aquesta cua era una arma potent contra els depredadors, però també es feia servir en combats entre mascles rivals per aparellar-se amb les femelles. Es descobrí una cuirassa de Doedicurus que demostrava que utilitzaven la cua com una arma, car hi havia ferides que es corresponien amb les punxes. No se sap si les femelles també tenien aquesta «armadura pesant». Igual que els armadillos moderns, Doedicurus tenia una cuirassa composta de nombroses plaques òssies. Doedicurus era herbívor.